# Mbaramo (Muheza)
Mbaramo è una circoscrizione urbana (urban ward) della Tanzania situata nel distretto di Muheza, regione di Tanga. Conta una popolazione di 2 795 abitanti (censimento 2012).